# Teofilo Fontana
Teofilo Fontana (Riolunato, 22 aprile 1892 – Casola, 19 aprile 1962) è stato un politico italiano, sindaco di Montefiorino durante la Repubblica partigiana di Montefiorino.

## Biografia
Teofilo Fontana nacque nel 1892 a Riolunato, sull'Appennino Modenese. Si trasferì nel territorio di Montefiorino, stabilendosi nella località di Gusciola. Qui lavorò come contadino e ciabattino.

## Ideologia
Di ideologia socialista, sebbene contrario alla guerra, prese parte alla campagna di Libia e alla prima guerra mondiale. Anche con l'avvento del fascismo mantenne un atteggiamento di netta opposizione al regime.

## Seconda Guerra Mondiale
Subito dopo l'8 settembre 1943, di fronte all'occupazione tedesca, Teofilo organizzò un gruppo molto numeroso di ragazzi di Farneta e dintorni con l'obiettivo di difendere la popolazione locale dai rastrellamenti delle truppe naziste. La banda di Teofilo Fontana è protagonista dei primi scontri a fuoco contro i tedeschi della Resistenza nella zona, il 23 settembre dicembre al Fosso di Porcinago e il 27 settembre a Gusciola. Subito dopo, però, si trasferisce nella zona di Villanova e Palareto.
Nel maggio 1944, con la riorganizzazione delle formazioni di Resistenza modenesi, in seguito alla scadenza dei bandi di arruolamento, Teofilo riceve l'incarico di collaborare con Norma Barbolini, al comando del distaccamento di Sassuolo. Così, partecipò attivamente all'attacco al presidio della Guardia Nazionale Repubblicana di Montefiorino.

## Repubblica Partigiana di Montefiorino
Il 21 giugno 1944, in seguito alla sfilata dei partigiani per le vie di una Montefiorino liberata dalla presenza fascista, Osvaldo Poppi "Davide" lo candida a sindaco. La proposta viene accettata per acclamazione. Il 26 giugno 1944 ottiene quindi luogo la nomina ufficiale da parte della Giunta popolare eletta dai cittadini.
L'Amministrazione Fontana si prodiga per la soluzione delle emergenze e delle problematiche dovute alla guerra, ma si preoccupa anche di sviluppare alcune sperimentazioni in campo economico, fiscale e assistenziale.
Anche dopo il rastrellamento tedesco di inizio agosto, che coincide con la fine della Repubblica partigiana di Montefiorino, Teofilo Fontana non lascia zona. Dal mese di novembre del 1944 la Giunta popolare da lui giudata riprende a funzionare a Gusciola, sotto il coordinamento del CLN zona montagna.

## Dopo la guerra
Teofilo Fontana fu anche il sindaco di Montefiorino appena terminata la guerra: Fu prima nominato dal CLN dopo la liberazione e il primo sindaco eletto nel marzo 1946. A differenza dei comuni dell'Appennino Modense e Reggiano, la vittoria andò al PCI.

## Opinione pubblica
Uomo di provata ed integra onestà, fu particolarmente apprezzato dalla popolazione, che ne conserva un ricordo di amministratore particolarmente attento ai bisogni delle persone, soprattutto nei periodi di grande difficoltà, sia durante la guerra che nel dopoguerra.

## Morte
Terminato il suo mandato, Teofilo si ritira a vita privata e torna a lavorare la sua terra. Muore nel 1962 e viene sepolto nel cimitero di Casola.
La piazza centrale di Montefiorino Archiviato il 28 gennaio 2022 in Internet Archive. è oggi dedicata a lui